# Charles McCaughan
Charles McCaughan (...) è un attore statunitense.
È noto per la sua interpretazione di Trumble Grafalk nel film del 1991 Detective coi tacchi a spillo.

## Filmografia

### Attore

#### Cinema
- Jane Austen a Manhattan (Jane Austen in Manhattan), regia di James Ivory (1980)
- Calore e polvere (Heat and Dust), regia di James Ivory (1983)
- I bostoniani (The Bostonians), regia di James Ivory (1984)
- Vacanze calde (Hot Resort), regia di John Robins (1985)
- Quicksilver - Soldi senza fatica (Quicksilver) (1986)
- Waxwork - Benvenuti al museo delle cere (Waxwork), regia di Anthony Hickox (1988)
- Labirinto mortale (The House on Carroll Street), regia di Peter Yates (1988)
- Schiavi di New York (Slaves of New York), regia di James Ivory (1989)
- Doppia identità (Impulse), regia di Sondra Locke (1990)
- Detective coi tacchi a spillo (V.I. Warshawski), regia di Jeff Kanew (1991)
- Legal Tender, regia di Jag Mundhra (1991)
- Picture of Priority, regia di Charles McCaughan (1998)

#### Televisione
- Miami Vice - serie TV, 1 episodio (1984)
- Crime Story - serie TV, 1 episodio (1987)
- Matlock - serie TV, 1 episodio (1989)
- Due come noi (Jake and the Fatman) - serie TV, 1 episodio (1989)
- La guerra dei mondi (War of the Worlds) - serie TV, 1 episodio (1990)
- The Cisco Kid, regia di Luis Valdez - film TV (1994)
- 2 poliziotti a Palm Beach (Silk Stalkings) - serie TV, 1 episodio (1995)

### Regista
- Picture of Priority (1998)